# Sherwood (hrabstwo Calumet)
Sherwood – wieś w Stanach Zjednoczonych, w stanie Wisconsin, w hrabstwie Calumet.